# Cabo (Puebla del Brollón)
Cabo es una aldea española situada en la parroquia de Pinel, del municipio de Puebla del Brollón, en la provincia de Lugo, Galicia.

## Demografía
| Gráfica de evolución demográfica de Cabo entre 2000 y 2022 |
|                                                            |
| Datos según el nomenclátor publicado por el INE.           |